# نووی سویت
نووی سویت (به لاتین: Novyi Svit) یک منطقهٔ مسکونی در روسیه است که در شهرداری سوداک واقع شده‌است. نووی سویت ۱٬۲۴۸ نفر جمعیت دارد و ۵۰ متر بالاتر از سطح دریا واقع شده‌است.